# Claus Olesen
Claus Elsborg Olesen (Galten, 21 de agosto de 1974) es un deportista danés que compitió en vela en la clase Star. Ganó una medalla de bronce en el Campeonato Mundial de Star de 2012.

## Palmarés internacional
| \| Campeonato Mundial \| Campeonato Mundial \| Campeonato Mundial \| Campeonato Mundial \| \| Año \| Lugar \| Medalla \| Clase \| \| ------------------ \| ------------------ \| ------------------ \| ------------------ \| \| 2012 \| Hyères (Francia) \| Medalla de bronce \| Star \| |                  |                   |       |
| Campeonato Mundial |                  |                   |       |
| Año | Lugar            | Medalla           | Clase |
| 2012 | Hyères (Francia) | Medalla de bronce | Star  |